# Ligue 1 (Senegal)
La Ligue 1 è la massima divisione del campionato senegalese di calcio. È stata istituita nel 1960.

## Storia
Organizzata dalla Ligue sénégalaise de football professionnel, la Ligue 1 nasce nel 1960, con l'indipendenza del Senegal dalla Francia. A partire dagli anni quaranta e fino ad allora infatti, il campionato di calcio era stato organizzato dai colonizzatori francesi.
Nato come campionato amatoriale, dal 2009 è un campionato professionistico, inizialmente diviso in due gironi da 9 squadre. Nel 2011 i due gironi vengono soppressi, passando alla formula a girone unico. Le squadre passano nel corso degli anni dalle 18 del 2009 alle 14 del 2014.

## Albo d'oro
- 1960:  Jeanne d'Arc (1°)
- 1961-63: non disputato
- 1964:  Olympique Thiès (1°)
- 1965: non disputato
- 1966:  Olympique Thiès (2°)
- 1967:  Espoir Saint-Louis  (1°)
- 1968:  Diaraf  (1°)
- 1969:  Jeanne d'Arc (2°)
- 1970:  Diaraf (2°)
- 1971:  ASFA Dakar (1°)
- 1972:  ASFA Dakar (2°)
- 1973:  Jeanne d'Arc (3°)
- 1974:  ASFA Dakar (3°)
- 1975:  Diaraf (3°)
- 1976:  Diaraf (4°)
- 1977:  Diaraf (5°)
- 1978:  Gorée (1°)
- 1979:  ASF Police (1°)
- 1980:  Sonacos (1°)
- 1981:  Gorée (2°)
- 1982:  Diaraf (6°)
- 1983:  Sonacos (2°)
- 1984:  Gorée (3°)
- 1985:  Jeanne d'Arc (4°)
- 1986:  Jeanne d'Arc (5°)
- 1987:  Sonacos (3°)
- 1988:  Jeanne d'Arc (6°)
- 1989:  Diaraf (7°)
- 1990:  Port Autonome (1°)
- 1991:  Port Autonome (2°)
- 1992:  ASEC Ndiambour (1°)
- 1993:  Douanes (1°)
- 1994:  ASEC Ndiambour (2°)
- 1995:  Diaraf (8°)
- 1996:  Sonacos (4°)
- 1997:  Douanes (2°)
- 1998:  ASEC Ndiambour (3°)
- 1999:  Jeanne d'Arc (7°)
- 2000:  Diaraf (9°)
- 2001:  Jeanne d'Arc (8°)
- 2002:  Jeanne d'Arc (9°)
- 2003:  Jeanne d'Arc (10°)
- 2004:  Diaraf (10°)
- 2005:  Port Autonome (3°)
- 2006:  Douanes (3°)
- 2007:  Douanes (4°)
- 2008:  Douanes (5°)
- 2009:  La Linguère (1°)
- 2010:  Diaraf (11°)
- 2011:  Ouakam (1°)
- 2011-2012:  Casa Sports (1°)
- 2013:  Diambars (1°)
- 2013-2014:  Pikine (1°)
- 2014-2015:  Douanes (6°)
- 2015-2016:  Gorée (4°)
- 2016-2017:  Génération Foot (1°)
- 2017-2018:  Diaraf (12°)
- 2018-2019:  Génération Foot (2°)
- 2019-2020: sospesa e cancellata[3]
- 2020-2021:  Teungueth (1°)
- 2021-2022:  Casa Sports (2°)
- 2022-2023:  Génération Foot (3°)
- 2023-2024:  Teungueth (2°)
- 2024-2025:  Diaraf (13°)

## Vittorie per squadra
| Squadra            | Vittorie | Anni                                                                         |
| ------------------ | -------- | ---------------------------------------------------------------------------- |
| Diaraf             | 13       | 1968, 1970, 1975, 1976, 1977, 1982, 1989, 1995, 2000, 2004, 2010, 2018, 2025 |
| Jeanne d'Arc       | 10       | 1960, 1969, 1973, 1985, 1986, 1988, 1999, 2001, 2002, 2003                   |
| Douanes            | 6        | 1993, 1997, 2006, 2007, 2008, 2015                                           |
| Sonacos            | 4        | 1980, 1983, 1987, 1996                                                       |
| Gorée              | 4        | 1978, 1981, 1984, 2016                                                       |
| ASFA Dakar         | 3        | 1971, 1972, 1974                                                             |
| ASEC Ndiambour     | 3        | 1992, 1994, 1998                                                             |
| Port Autonome      | 3        | 1990, 1991, 2005                                                             |
| Génération Foot    | 3        | 2017, 2019, 2023                                                             |
| Olympique Thiès    | 2        | 1964, 1966                                                                   |
| Casa Sports        | 2        | 2012, 2022                                                                   |
| Teungueth          | 2        | 2021, 2024                                                                   |
| ASF Police         | 1        | 1979                                                                         |
| Espoir Saint-Louis | 1        | 1967                                                                         |
| La Linguère        | 1        | 2009                                                                         |
| Ouakam             | 1        | 2011                                                                         |
| Diambars           | 1        | 2013                                                                         |
| Pikine             | 1        | 2014                                                                         |